# La moutarde me monte au nez
Pour plus de détails, voir Fiche technique et Distribution.
La moutarde me monte au nez est un film français réalisé par Claude Zidi et sorti en 1974.

## Synopsis
Pierre Durois, brave professeur de mathématiques dans un lycée de jeunes filles à Aix-en-Provence est également le fils (et parfois le prête-plume) du maire de la ville, le chirurgien Hubert Durois, et l'ami (et parfois le prête-plume) de Patrick, le photographe d'un journal à scandales que dirige Albert Renaudin, le concurrent d'Hubert Durois au poste de maire.
Un jour, ses élèves, pour lui faire une blague, échangent le contenu de trois dossiers contenant des copies à corriger, un discours de son père et un article pour Patrick sur l'actrice Jackie Logan. Tout s'en trouve chamboulé et Pierre arrive tant bien que mal à rétablir la situation. Pourtant, au moment de récupérer les copies qu'il avait données par erreur à Patrick, Pierre se retrouve sur le tournage du film de Jackie, un western intitulé Calamity Jane,  puis par un concours de circonstances finalement chez elle où il passe la nuit.
Le lendemain, la presse à scandale fait ses gros titres de cet événement au grand désarroi de Hubert Durois (car cela constitue un camouflet dans le cadre de sa campagne contre Renaudin) et de Danielle, la fiancée de Pierre...

## Fiche technique
- Titre : La moutarde me monte au nez
- Réalisation : Claude Zidi
- Scénario : Claude Zidi, Michel Fabre
- Musique : Vladimir Cosma
- Images : Henri Decaë (procédé Panavision)
- Montage : Robert et Monique Isnardon
- Cascades : Yvan Chiffre, Jean-Pierre Renault, Marcel Labbaye, Jacky Venon, Robert Klein, Serge Wagner, Charles Dalin, Michel Boubat, Jacky le Brec, Rémy Pie, Dan Vieru, Joelle Balland, Stephan Gudju
- Effets spéciaux : Christian Bourqui
- Bruiteur : André Naudin
- Générique : C.T.G
- Producteur : Christian Fechner
- Studios : Paris-Studios-Cinéma (Studios de Billancourt)
- Genre : comédie
- Pays :  France
- Format : couleur format Scope
- Durée : 90 minutes
- Dates de tournages : 22 avril 1974 à mi-juillet 1974 sur 9 semaines
- Date de sortie : 9 octobre 1974

## Distribution
- Pierre Richard : Pierre Durois
- Jane Birkin : Jackie Logan
- Claude Piéplu : docteur Hubert Durois
- Jean Martin : le proviseur
- Danielle Minazzoli : Danielle
- Vittorio Caprioli : Claudio, le metteur en scène
- Julien Guiomar : Albert Renaudin
- Henri Guybet : Patrick, le neveu d'Albert Renaudin
- Jean-Marie Proslier : un automobiliste
- Clément Harari : Harry Welsinger
- Bruno Balp : Grégoire
- Anna Gaylor : la femme qui se trompe de chambre
- Isabelle Ceaux : Nénette #1
- Catherine De Keuchel : Nénette #2
- Isabelle Gautier : Nénette #3
- Manu Pluton
- Jacques Paoli : Voix

## Autour du film
Les séquences où le professeur Pierre Durois enseigne au collège Bernadette ont été tournées au lycée Mignet et au lycée du Sacré-Cœur à Aix-en-Provence[réf. souhaitée].
Le personnage d'Harry Welsinger, dont Jackie Logan est la maîtresse, parodie le politologue et diplomate américain Henry Kissinger[réf. nécessaire].
Jackie Logan fait allusion à Jackie Kennedy-Onassis lorsqu'elle dit avoir épousé et quitté un armateur grec. Lors de la première rencontre entre Jackie Logan et Pierre Durois, celui-ci se retrouve accroché à un lustre,  les vêtements déchirés par Minou, le  Guépard de Jackie Logan. Jackie dit à Pierre que s'il prononce un certain mot grec, Minou va l'attaquer à nouveau. Pierre répond aucune chance, à part Niarchos... Jackie tout bas, non, c'est l'autre. Pierre murmure Onassis. Jackie confirme oui.
Le film fait des références pour rire à L'Ange bleu. Trois élèves garçons méchamment facétieux qui fument dans L’ange bleu, trois élèves gentiment  facétieuses qui fument dans le film de 1974.
Pendant un de ses cours, Pierre appelle une certaine Mademoiselle Fechner au tableau. Il s'agit d'un clin d'œil au producteur du film Christian Fechner[réf. nécessaire].
Claude Zidi dirigera à nouveau Pierre Richard et Jane Birkin l'année suivante dans La Course à l'échalote.